# Гонсалес (Техас)
Гонсалес (англ. Gonzales) — місто (англ. city) в США, адміністративний центр округу Гонсалес у центральній частині штату Техас. Населення — 7165 осіб (2020).

## Географія
Гонсалес розташований за координатами 29°30′45″ пн. ш. 97°26′50″ зх. д. / 29.51250° пн. ш. 97.44722° зх. д. (29.512538, -97.447236).  За даними Бюро перепису населення США в 2010 році місто мало площу 15,74 км², уся площа — суходіл.

### Клімат
| Клімат міста Гонзалес   | Клімат міста Гонзалес | Клімат міста Гонзалес | Клімат міста Гонзалес | Клімат міста Гонзалес | Клімат міста Гонзалес | Клімат міста Гонзалес | Клімат міста Гонзалес | Клімат міста Гонзалес | Клімат міста Гонзалес | Клімат міста Гонзалес | Клімат міста Гонзалес | Клімат міста Гонзалес | Клімат міста Гонзалес |
| Показник                | Січ.                  | Лют.                  | Бер.                  | Квіт.                 | Трав.                 | Черв.                 | Лип.                  | Серп.                 | Вер.                  | Жовт.                 | Лист.                 | Груд.                 |                       |
| Абсолютний максимум, °C | 32                    | 36                    | 38                    | 37                    | 39                    | 42                    | 41                    | 44                    | 44                    | 37                    | 34                    | 30                    |                       |
| Середній максимум, °C   | 17                    | 19                    | 22                    | 27                    | 30                    | 33                    | 34                    | 36                    | 32                    | 28                    | 22                    | 18                    |                       |
| Середній мінімум, °C    | 4                     | 6                     | 10                    | 14                    | 19                    | 22                    | 23                    | 23                    | 20                    | 15                    | 9                     | 5                     |                       |
| Абсолютний мінімум, °C  | −11                   | −9                    | −11                   | −1                    | 7                     | 10                    | 15                    | 14                    | 8                     | −2                    | −6                    | −16                   |                       |
| Норма опадів, мм        | 60.7                  | 56.6                  | 62.0                  | 63.8                  | 107. 4                | 105.9                 | 56.6                  | 57.7                  | 78.0                  | 99.6                  | 75.9                  | 64.5                  |                       |
| ----------------------- | --------------------- | --------------------- | --------------------- | --------------------- | --------------------- | --------------------- | --------------------- | --------------------- | --------------------- | --------------------- | --------------------- | --------------------- | --------------------- |
| Джерело: weather.com    |                       |                       |                       |                       |                       |                       |                       |                       |                       |                       |                       |                       |                       |

## Демографія
Згідно з переписом 2010 року, у місті мешкало 7237 осіб у 2503 домогосподарствах у складі 1720 родин. Густота населення становила 460 осіб/км².  Було 2814 помешкання (179/км²).
Расовий склад населення:
| - 62,6 % — білих - 12,6 % — чорних або афроамериканців - 1,3 % — корінних американців - 0,7 % — азіатів - 20,2 % — осіб інших рас |

До двох чи більше рас належало 2,5 %. Частка іспаномовних становила 53,1 % від усіх жителів.
За віковим діапазоном населення розподілялося таким чином: 28,5 % — особи молодші 18 років, 56,5 % — особи у віці 18—64 років, 15,0 % — особи у віці 65 років та старші. Медіана віку мешканця становила 34,7 року. На 100 осіб жіночої статі у місті припадало 95,5 чоловіків;  на 100 жінок у віці від 18 років та старших — 91,2 чоловіків також старших 18 років.
Середній дохід на одне домашнє господарство  становив 48 828 доларів США (медіана — 34 271), а середній дохід на одну сім'ю — 51 987 доларів (медіана — 42 693). Медіана доходів становила 31 479 доларів для чоловіків та 27 230 доларів для жінок. За межею бідності перебувало 29,4 % осіб, у тому числі 39,6 % дітей у віці до 18 років та 17,7 % осіб у віці 65 років та старших.
Цивільне працевлаштоване населення становило 2650 осіб. Основні галузі зайнятості: освіта, охорона здоров'я та соціальна допомога — 21,1 %, виробництво — 15,0 %, роздрібна торгівля — 12,3 %, сільське господарство, лісництво, риболовля — 11,6 %.